# Dowling Lake
Dowling Lake är en sjö i Kanada.   Den ligger i provinsen Alberta, i den centrala delen av landet, 2 700 km väster om huvudstaden Ottawa. Dowling Lake ligger 786 meter över havet. Arean är 31 kvadratkilometer. Den sträcker sig 7,4 kilometer i nord-sydlig riktning, och 8,3 kilometer i öst-västlig riktning.
Trakten runt Dowling Lake består i huvudsak av gräsmarker. Runt Dowling Lake är det ganska tätbefolkat, med 144 invånare per kvadratkilometer.